# آسوشیتد ایویشین
اسوشیتد ایوییشن (به انگلیسی: Associated Aviation) یک شرکت هواپیمایی است که در تاریخ ۱۹۹۶ میلادی تأسیس شده‌است.
دفتر مرکزی اسوشیتد ایوییشن در لاگوس، نیجریه واقع شده‌است و قطب این شرکت هواپیمایی در فرودگاه بین‌المللی مرتلا محمد قرار دارد.